# Jean-Christophe Cambadélis
Jean-Christophe Cambadélis (Neuilly-sur-Seine, 14 agosto 1951) è un politico francese, primo vicepresidente del Partito del Socialismo Europeo e, in precedenza, primo segretario del Partito socialista francese.

## Biografia
Di padre francese di origine greca (più precisamente di Mitilene, sull'isola di Lesbo) e di madre piccarda, dal 1977 al 1983 è stato presidente dell'Unione degli studenti di Francia. Deputato all'Assemblea nazionale dal 1988 al 1993 e dal 1997 al 2017 membro del Gruppo socialista, repubblicano e cittadino.
A seguito del congresso di Bruxelles del settembre 2012, è stato eletto primo vicepresidente del Partito socialista europeo. Il 15 aprile 2014 il Consiglio nazionale del Partito socialista francese lo ha eletto primo segretario del partito in sostituzione di Harlem Désir
Si dimette da segretario il 18 giugno 2017, a seguito degli scarsi risultati ottenuti alle elezioni legislative. Tuttavia, rimane in carica fino al 30 settembre.